# Bosque esclerófilo y semicaducifolio de Italia
El bosque esclerófilo y semicaducifolio de Italia es una ecorregión de la ecozona paleártica, definida por WWF, que se extiende por la práctica totalidad de la península itálica.

## Descripción
Es una ecorregión de bosque mediterráneo que ocupa 102.000 kilómetros cuadrados en las tierras bajas de Italia, entre la llanura padana y los Apeninos meridionales; cubre también la totalidad de Mónaco, San Marino y la Ciudad del Vaticano, y se extiende por el extremo oriental de la costa mediterránea de Francia.

## Flora
La vegetación natural de la ecorregión es un bosque mixto caducifolio y esclerófilo mediterráneo. Muchas especies tienen gruesas hojas adaptadas para conservar el agua en el seco verano.